# Сон Зоряного Одді
Сон Зоряного Одді (ісл. Stjörnu-Odda draumr) — це пасмо (коротка давньоскандинавсько-ісландська казка), яка розповідає про сон Одді Гельґасона, ісландського селянина та астронома XII століття. Вважається, що це «літературний тур де форс і взагалі унікальний у корпусі саг» через його розповідь саги у сні. Сага зберігається в рукописі AM 555h 4to, скопійованому Арні Магнуссоном у 1686 році з нині втраченого кодексу Ватнширна кінця XIV століття.

## Зміст
У сазі йдеться про те, що Одді бачить уві сні гостя, який приходить до нього додому і починає розповідати сагу, дія якої відбувається в Гьоталанді. Під час сну Одді потрапляє в цю сагу і стає одним із її персонажів:
Тепер, як тільки у сазі було згадане ім'я цього Даґфінна, розповідається, що щось дуже дивне сталось у сні Одді. Сам Одді вважав себе цим Даґфінном, тоді як гість — людина, яка розповідала сагу — тепер був поза нашою сагою та поза сном; і тоді Одді подумав, що він сам може бачити й сприймати все, що далі ставалось уві сні. Тож після цього моменту сон розповідається так, як його бачив сам Одді: він думав, що він Даґфінн, і що він готується до подорожі з королем Ґейрвідом.

### Видання
- Vilmundarson, Þórhallur; Vilhjálmsson, Bjarni (1991). Stjörnu-Odda draumr. Harðar Saga. Íslenzk fornrit. Т. 13. Reykjavík: Hið Íslenzka Fornritafélag.
- Modern Icelandic Edition Stjörnu-Odda draumur. www.snerpa.is. Процитовано 6 квітня 2019.

### Переклади
- Taylor, Marvin (1997). Star-Oddi's Dream. У Hreinsson, Viðar (ред.). The complete sagas of Icelanders : including 49 tales. Т. 2. Reykjavík: Leifur Eiríksson Publ. с. 448—459. ISBN 978-9979929352. OCLC 635253470.
- O'Connor, Ralph (2006). Star-Oddi's Dream. Icelandic histories & romances. Stroud: Tempus Publ. с. 93—113. ISBN 978-0-7524-2894-9. OCLC 250057069.